# Neohermes angusticollis
Neohermes angusticollis är en insektsart som först beskrevs av Hagen 1861.  Neohermes angusticollis ingår i släktet Neohermes och familjen Corydalidae. Inga underarter finns listade i Catalogue of Life.